# Tsitre nina
Tsitre nina är en udde i Estland. Den ligger i ligger i landskapet Harjumaa, i den centrala delen av landet, 40 km öster om huvudstaden Tallinn.